# Taksi-bicikl
Taksi-bicikl je vrsta prijevoznog sredstva, koje se pokreće biciklom i uglavnom ima mjesto za jednog ili dva putnika.
Ponekad se naziva i rikša. Riječ rickshaw je skraćenica japanskog izraza jinrikisha (人力车, 人 jin = čovjek, 力 riki = snaga, 车 sha = vozilo), vozilo koje pokreće ljudska snaga. 
U brojnim gradovima zapadne Europe danas je taksi-bicikl atrakcija za domaće i strane turiste. U brojnim zemljama južne i jugoistočne Azije još uvijek se rabi kao redovito prijevozno sredstvo. 

## Vanjske poveznice
- | Logotip Zajedničkog poslužitelja | Zajednički poslužitelj ima još gradiva o temi Taksi-bicikl |
- Pro-Rikscha.de  Arhivirana inačica izvorne stranice od 3. siječnja 2011. (Wayback Machine) -Pro-Rischa
- Taksi bicikli u Africi  Arhivirana inačica izvorne stranice od 2. svibnja 2015. (Wayback Machine)